# Fontana Maggiore (Loreto)
La Fontana Maggiore è un'opera artistico-ingegneristica che sorge al centro della celebre Piazza della Madonna di Loreto, nelle Marche.
Costituisce un superbo esempio di fontana barocca della regione.

## Storia e descrizione

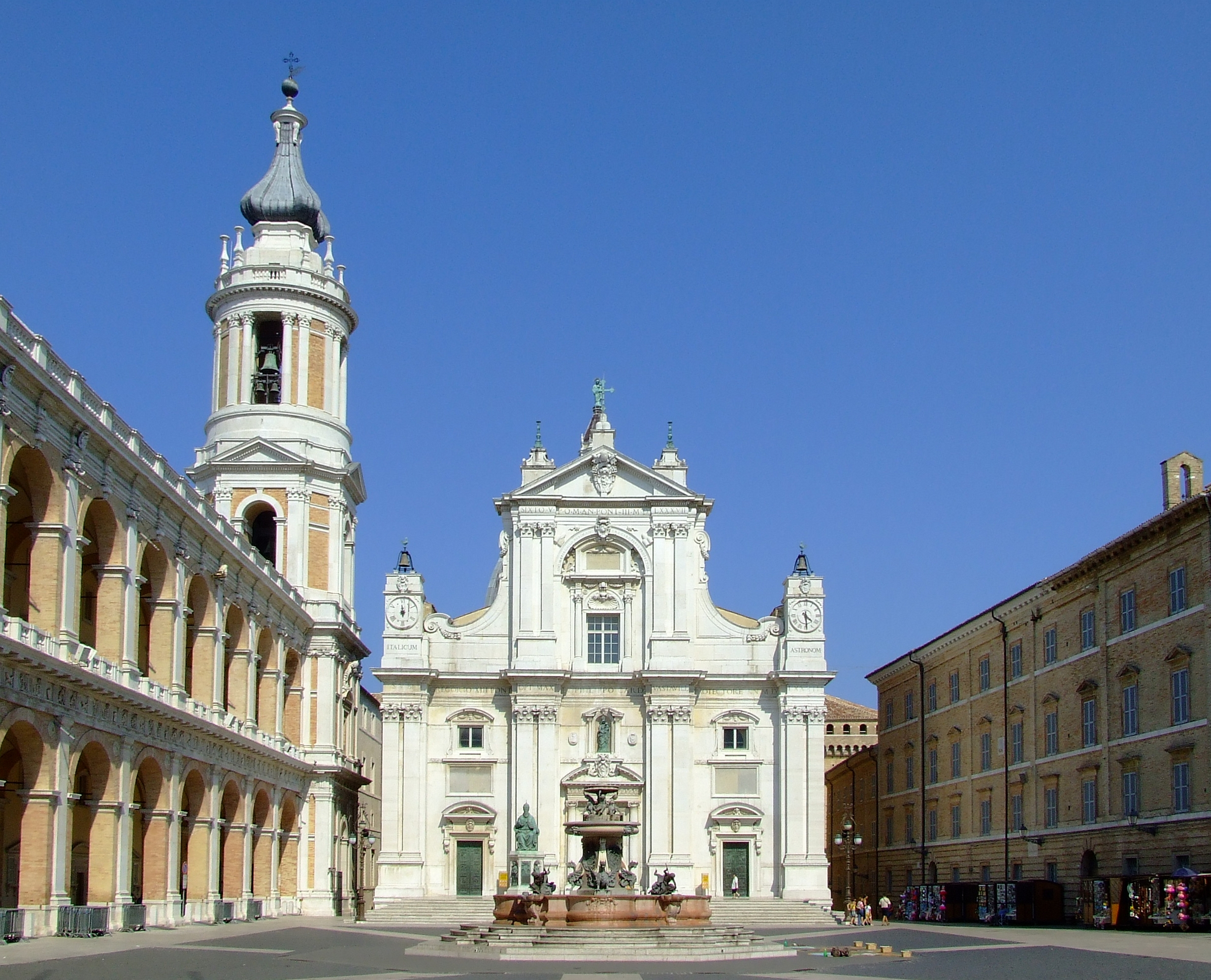
Veduta della fontana al centro della piazza.

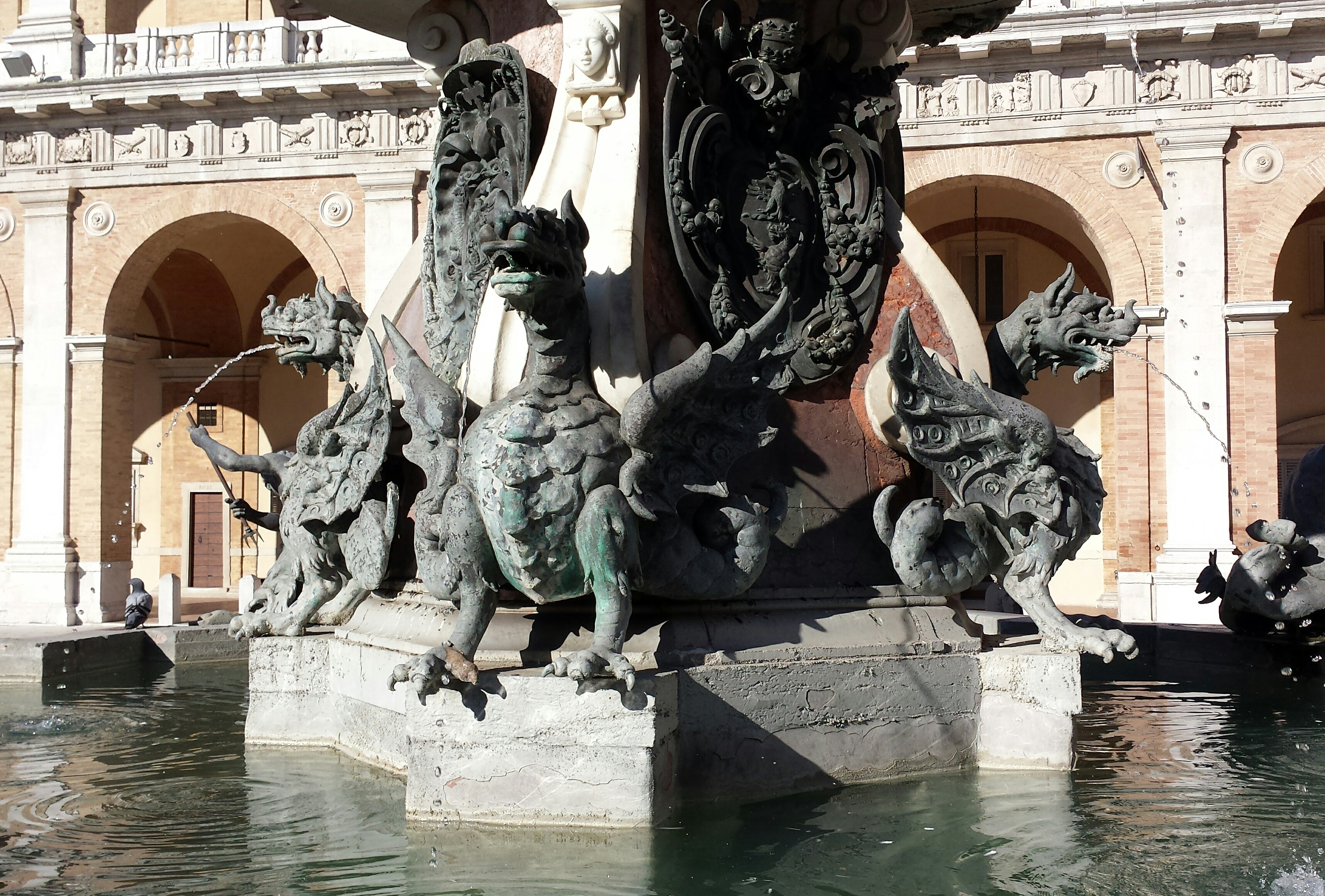
Particolare delle sculture bronzee

Venne voluta dai legati pontifici nel XVII secolo per soddisfare le esigenze, anche igieniche, dei numerosi pellegrini.
Il progetto venne disegnato dagli architetti Carlo Maderno e suo zio Giovanni Fontana che la realizzarono fra il 1604 e il 1614.
Si erge su un basamento saliente ottagonale e si compone di una vasca a forma di quadrato lobato in marmo rosso di Verona, e due tazze digradanti in marmo di Carrara. 
Orna la fontana una serie di sculture in bronzo realizzate da Pietro Paolo e Tarquinio Jacometti nel 1622. Raffigurano putti e aquile, quelle sotto la conca superiore, draghi alati e stemmi, sotto quella inferiore, e tritoni a cavallo di delfini agli angoli smussati della vasca.
L'altro capolavoro, ingegneristico, si trova sotto la Fontana, si tratta di cinque chilometri di gallerie, che permettono l'arrivo dell'acqua dalle fonti del territorio recanatese.